# Аристей из Капуи
Аристей (погиб ок. 303 года) — священномученик, епископ Капуи. День памяти — 2 июля.
Святого Аристея часто отождествляют с Агрестием Хромацием, занимавшим должность римского префекта в 280-х годах. В 286 году тот перебрался из Рима в Синуэссу и был впоследствии поставлен епископом в Капуи. Он участвовал в Синуэсском Синоде (Sinodo Sinuessano), подписавшись под документами первой сессии. Впоследствии был умучен 2 июля во время Великого гонения.
Также не исключено, что речь идёт о святом Аристоне, также поминаемом 2 июля.